# Gare de Bussy-Saint-Georges
La gare de Bussy-Saint-Georges est une gare ferroviaire française de la ligne A du RER d'Île-de-France, située sur le territoire de la commune de Bussy-Saint-Georges, dans le département de Seine-et-Marne en région Île-de-France.
C'est une gare de la Régie autonome des transports parisiens (RATP) desservie par les trains du RER A.

## Histoire

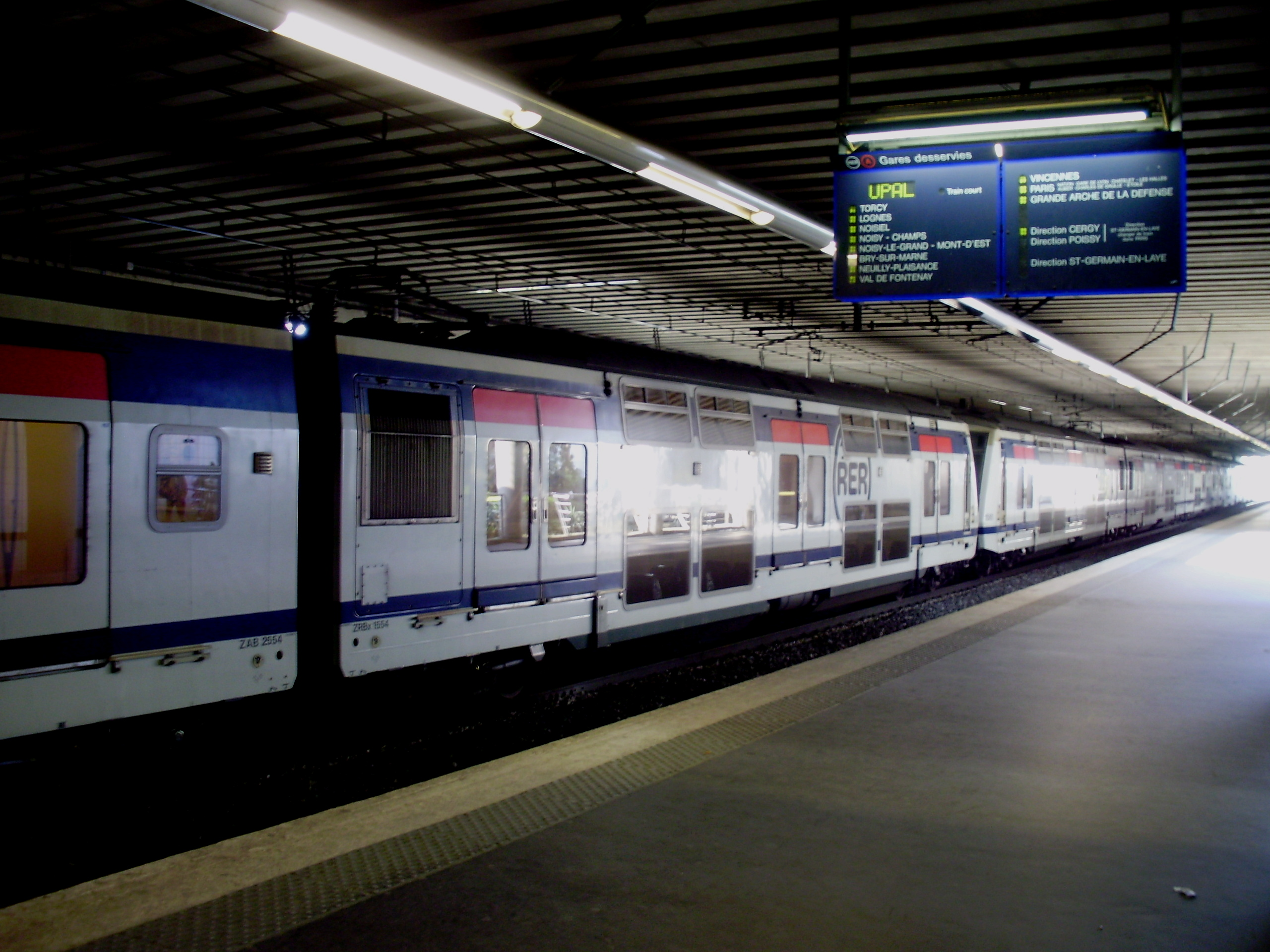
Rame de type Altéo à quai, en direction de Marne-la-Vallée - Chessy.

La gare de Bussy-Saint-Georges ouvre le 21 décembre 1992, sur une portion de ligne déjà existante. En effet, les trains de la ligne A du RER circulaient auparavant sans s'arrêter entre les gares de Torcy et de Marne-la-Vallée - Chessy depuis le 1er avril 1992, date de mise en service du nouveau terminus de la branche Marne-la-Vallée (A4).
L'objectif de cette mise en service est d'accompagner le développement de la ville nouvelle de Marne-la-Vallée, tout en desservant l'agglomération de Bussy-Saint-Georges qui fait partie du secteur 3, dit Val de Bussy, de la ville nouvelle.
En 2019, la fréquentation annuelle estimée par la RATP est de 3 298 143 voyageurs.
En 2020, selon les estimations de la RATP, 1 897 477 voyageurs sont entrés dans cette gare.
En 2021, selon les estimations de la RATP, 2 338 585 voyageurs sont entrés dans cette gare.
En 2024, la gare fut sélectionnée comme gare de transit, pour accueillir une partie du public voulant se rendre à l'Île de loisirs de Vaires-Torcy dans le cadre des Jeux olympiques de 2024.
Le transit s'effectuera via des bus mis à disposition toutes les 3 minutes, permettant de lier la gare de Bussy st Georges à l'Île de loisirs de Vaires-Torcy en 20 minutes.

## Service des voyageurs

### Accueil
Dans cette gare, contrairement aux autres de la ligne, il est impossible de changer de quai sans avoir à repasser par les portiques.
La gare dispose d'un guichet d'information, d'automates permettant de charger ou acheter des titres de transports, et d'un photomaton.
Le 28 novembre 2018, le second accès a été mis en service, cet accès permet d'accéder à la partie Est de la ville, et notamment au parc du Génitoy,.

### Accès
La gare comporte trois accès :
- l'accès no 1 « boulevard Pierre Mendès-France » ;
- l'accès no 2 « place Fulgence Bienvenüe » ;
- l'accès no 3 « rue Aristide Maillol ».

Accès à la gare
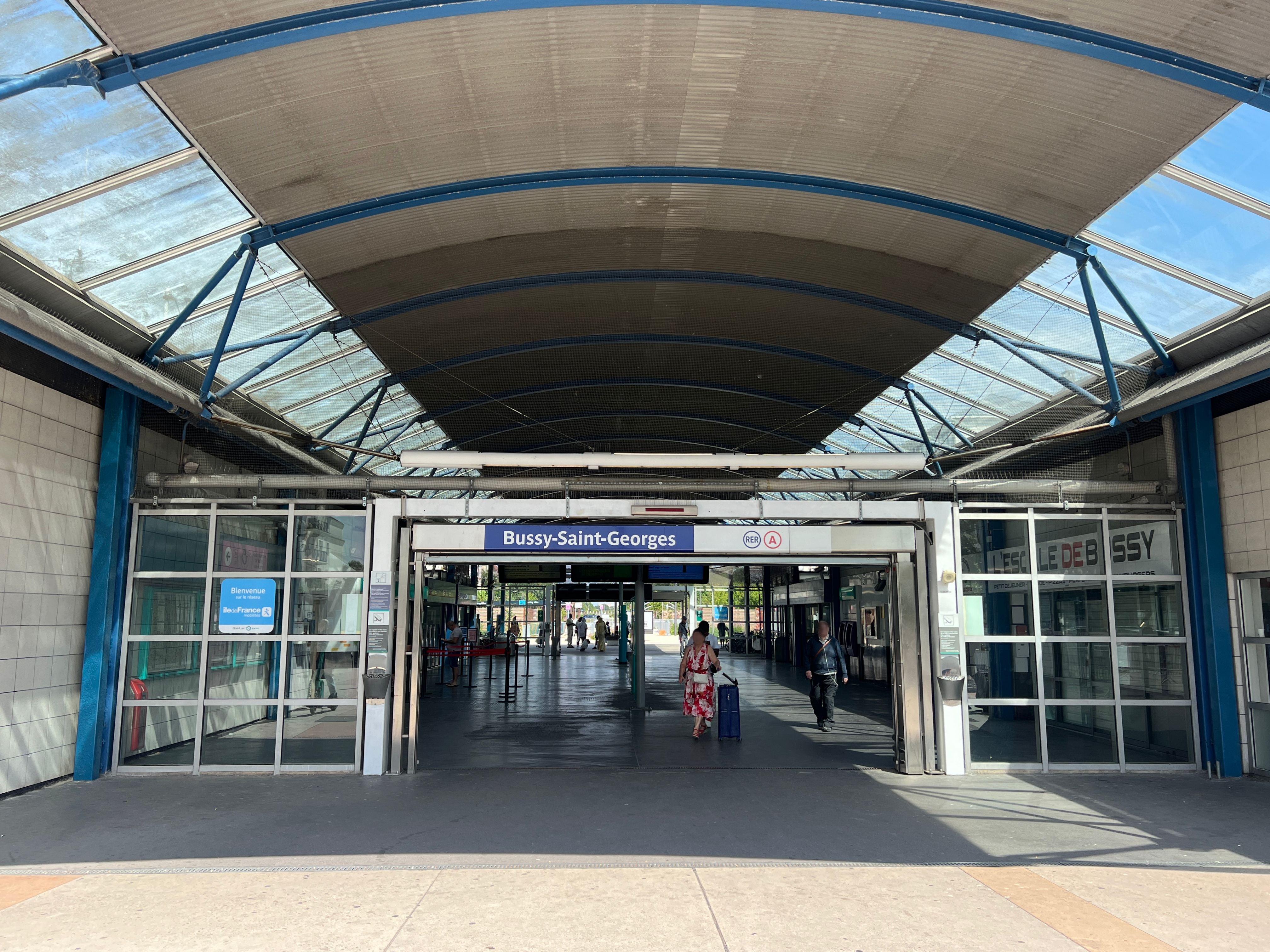
L'accès no 1 « Boulevard Pierre Mendès-France ».
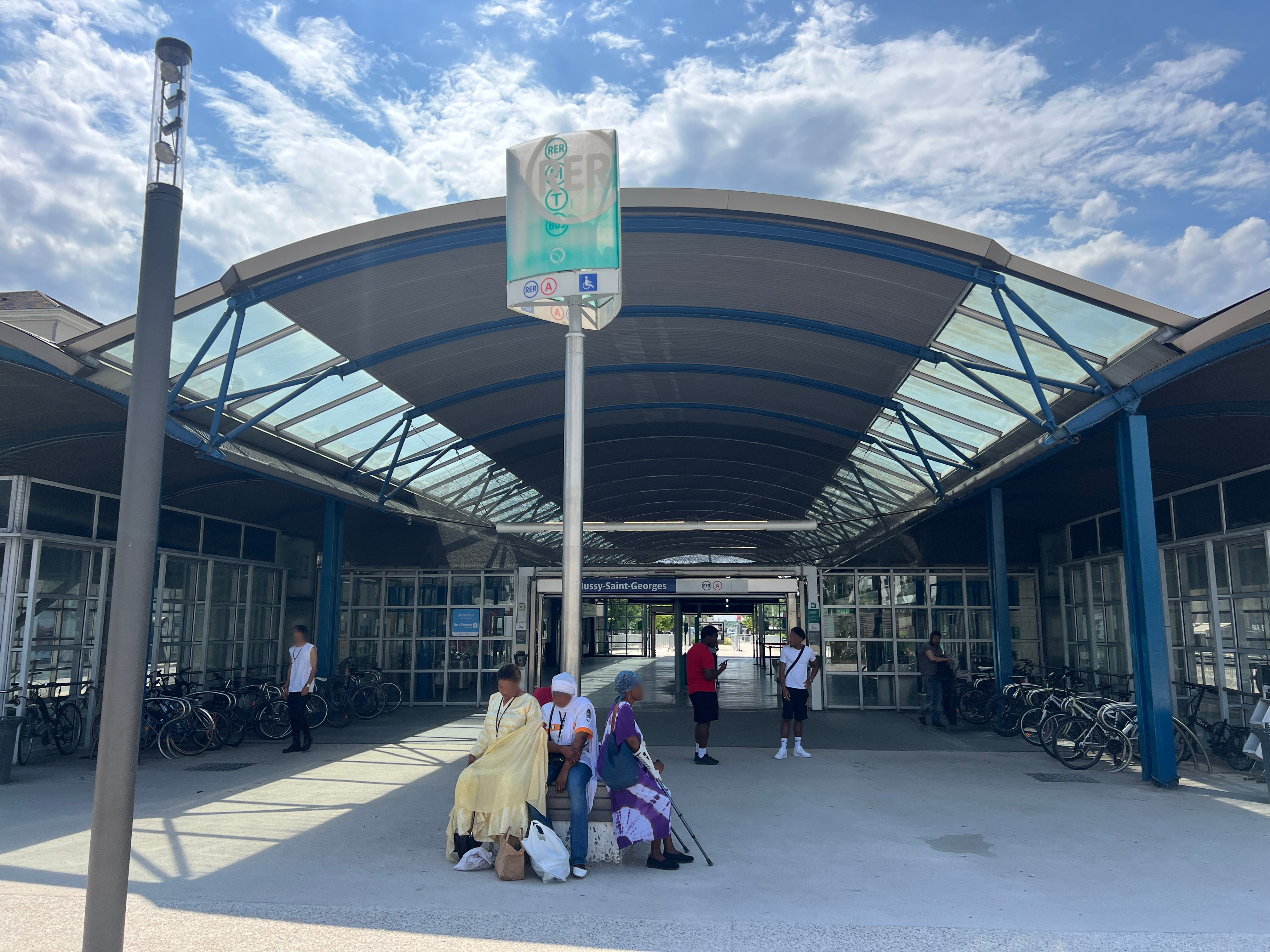
L'accès no 2 « place Fulgence Bienvenüe  ».
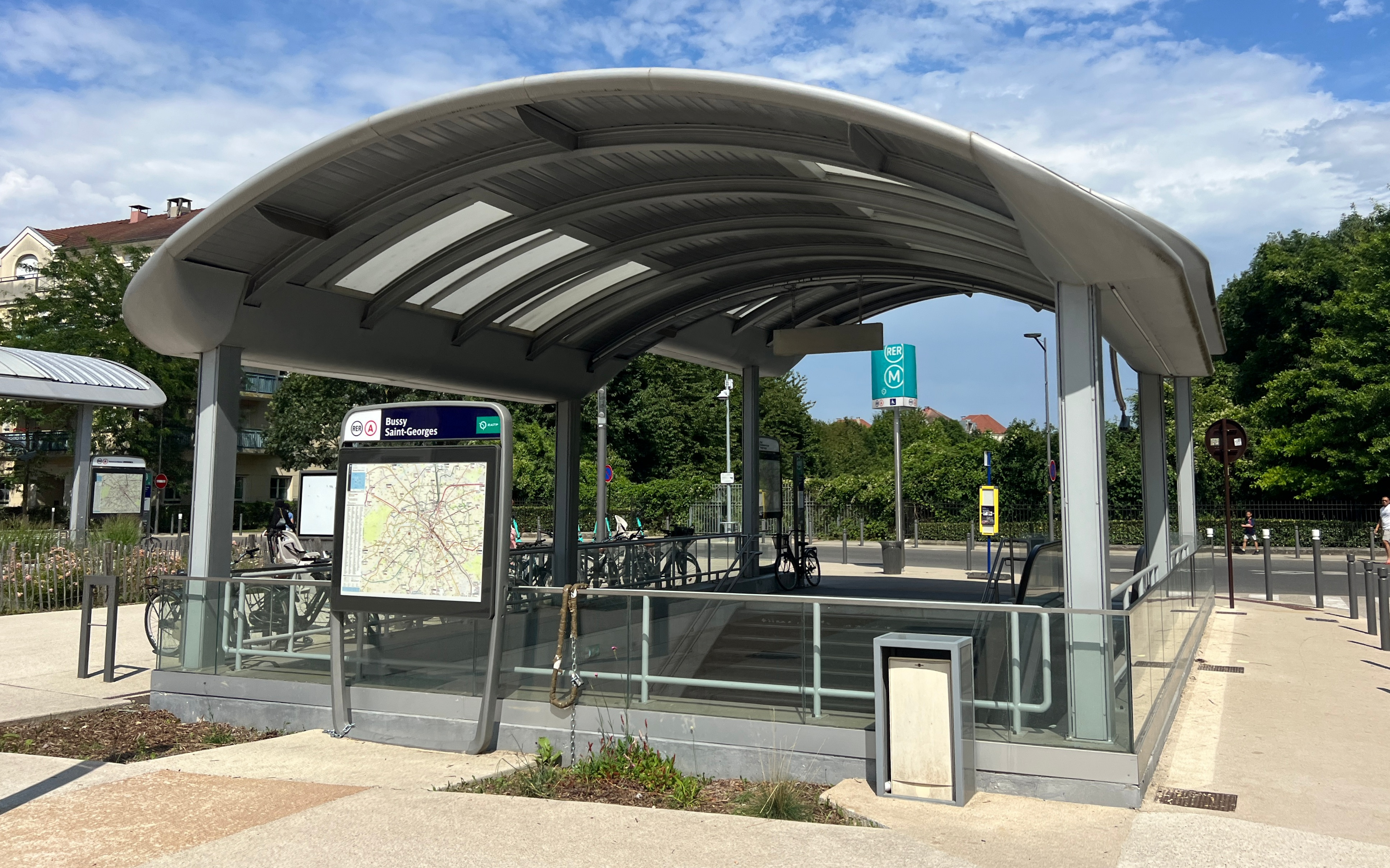
L'accès no 3 « Rue Aristide Maillol » pour rejoindre le quai direction Paris.
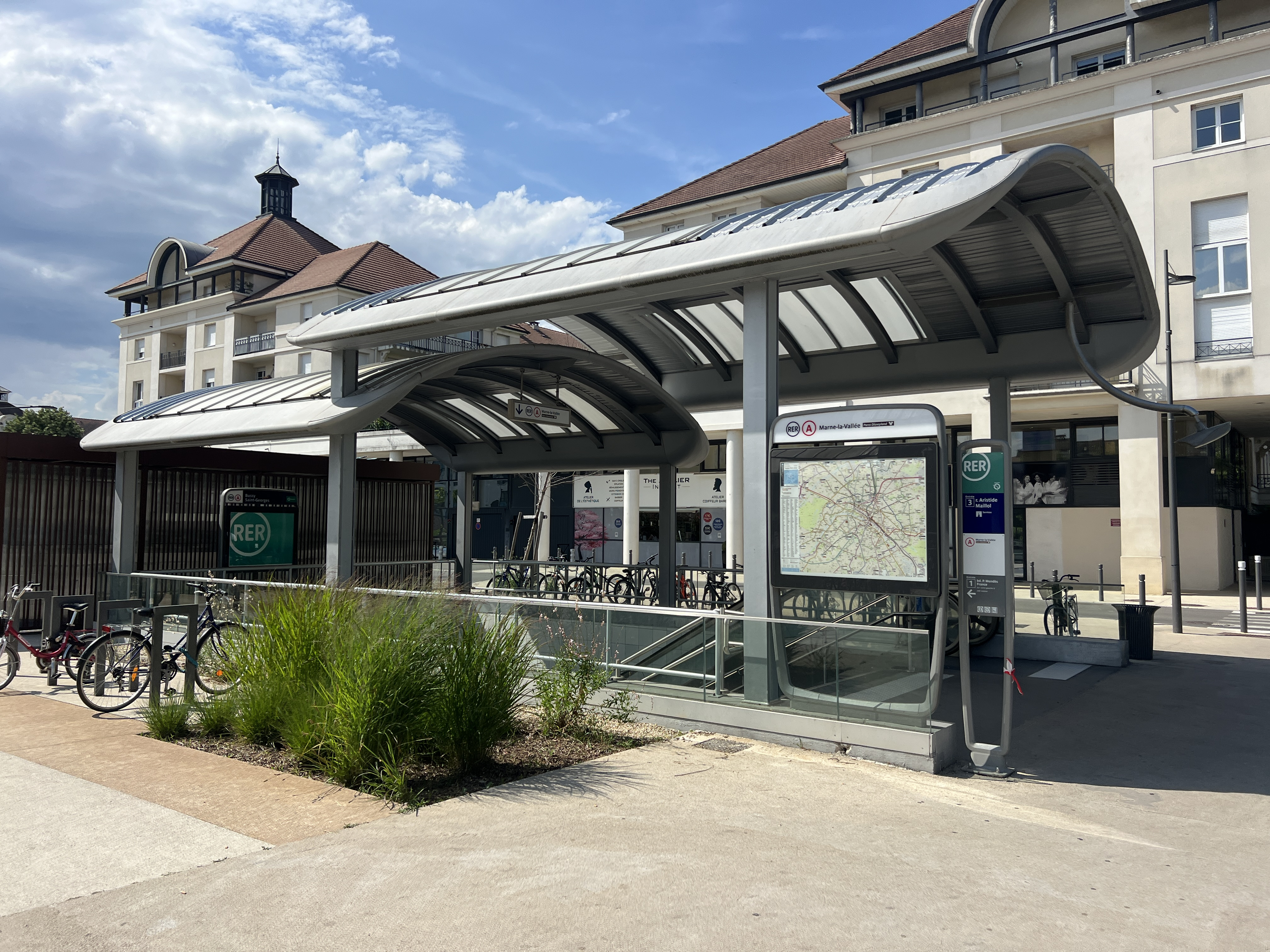
L'accès no 3 « Rue Aristide Maillol » pour rejoindre le quai direction Marne-la-Vallée.

### Desserte
La gare est desservie par les trains de la ligne A du RER parcourant la branche A4 de Marne-la-Vallée - Chessy.

### Intermodalité
La gare est desservie via sa gare routière par :
- les lignes 2222, 2226, 2228, 2244, 2245, Soirée Bussy-Saint-Georges et le service de transport à la Demande du réseau de bus de Marne-la-Vallée[N 1] ;
- la ligne N130 du réseau de bus de nuit Noctilien.

Niveau stationnement, un parc relais payant est disponible, des déposes minutes, ainsi que des places de stationnement classique en zone bleue à proximité.

## Galerie de photographies

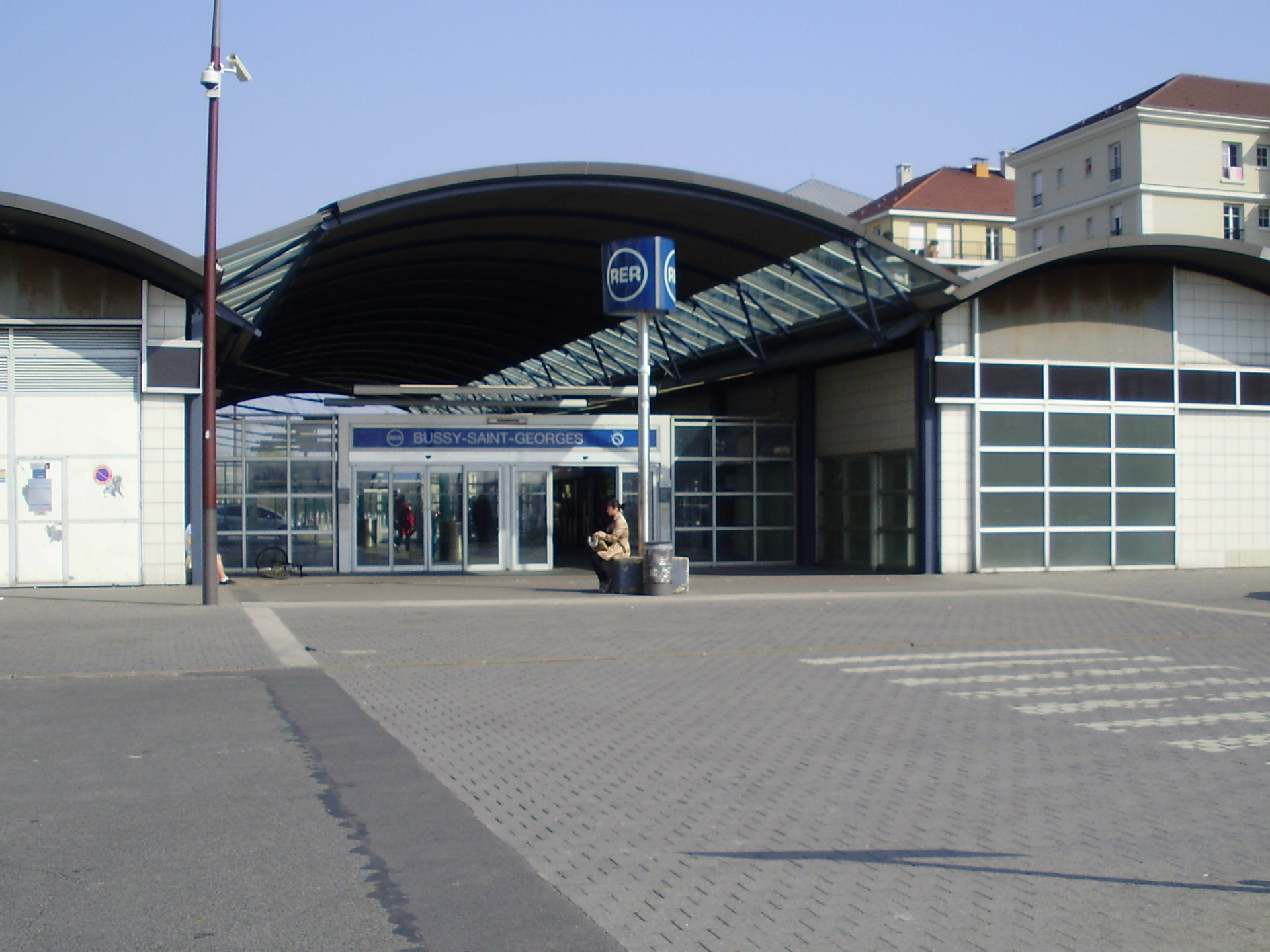
Entrée de la gare côté nord.
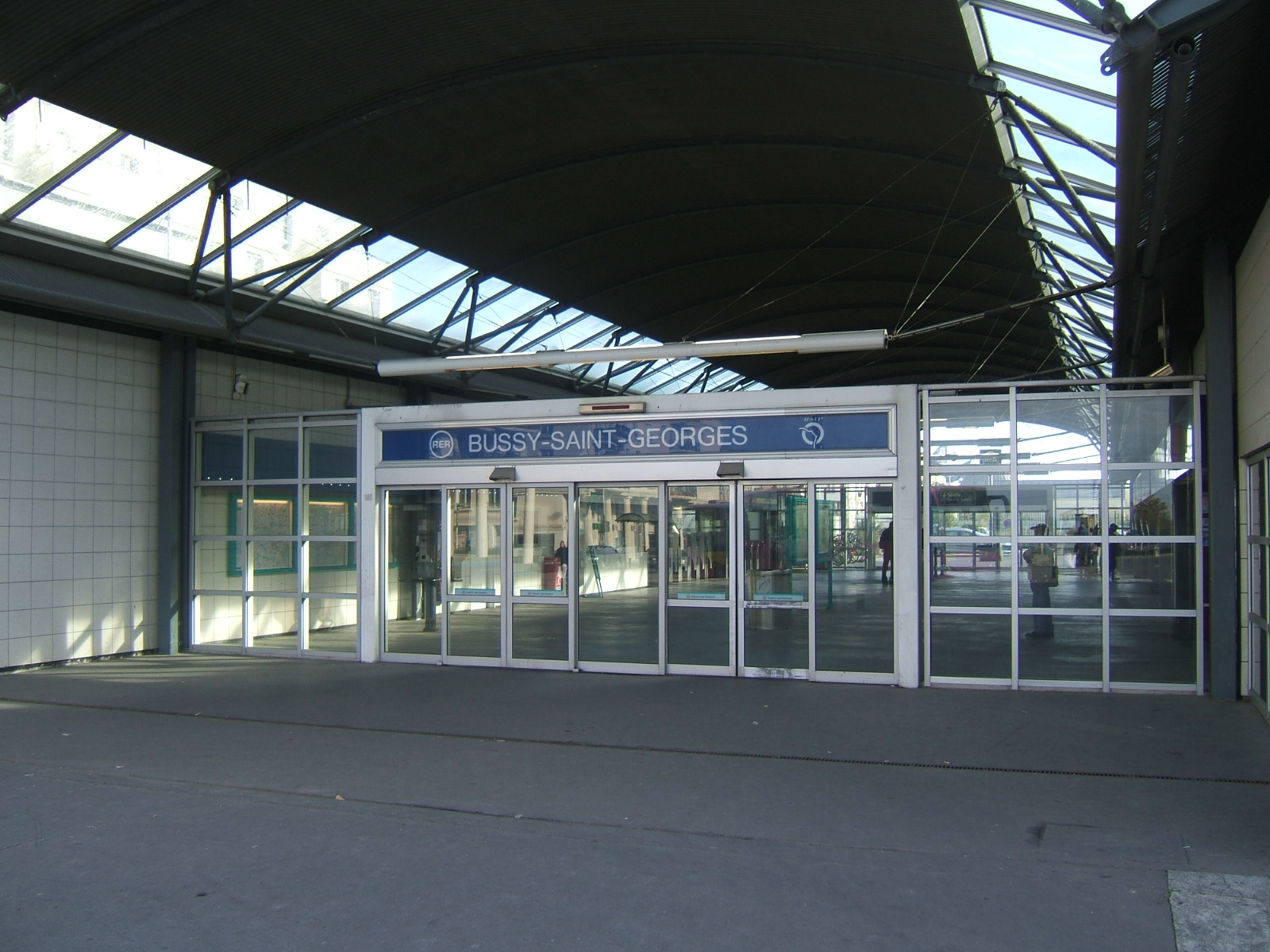
Bâtiment voyageurs de la gare côté nord.
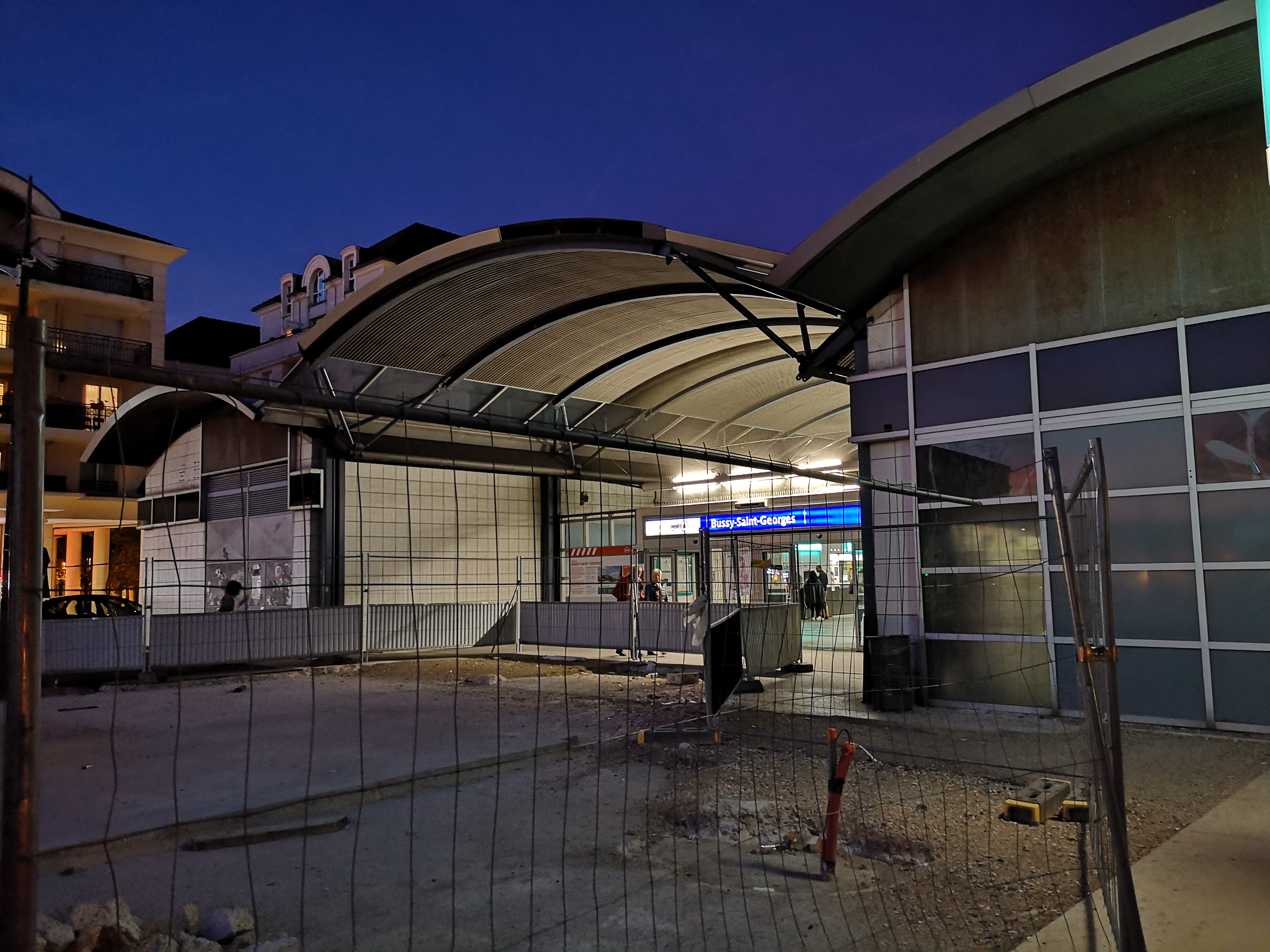
Bâtiment voyageurs de la gare côté nord, de nuit.
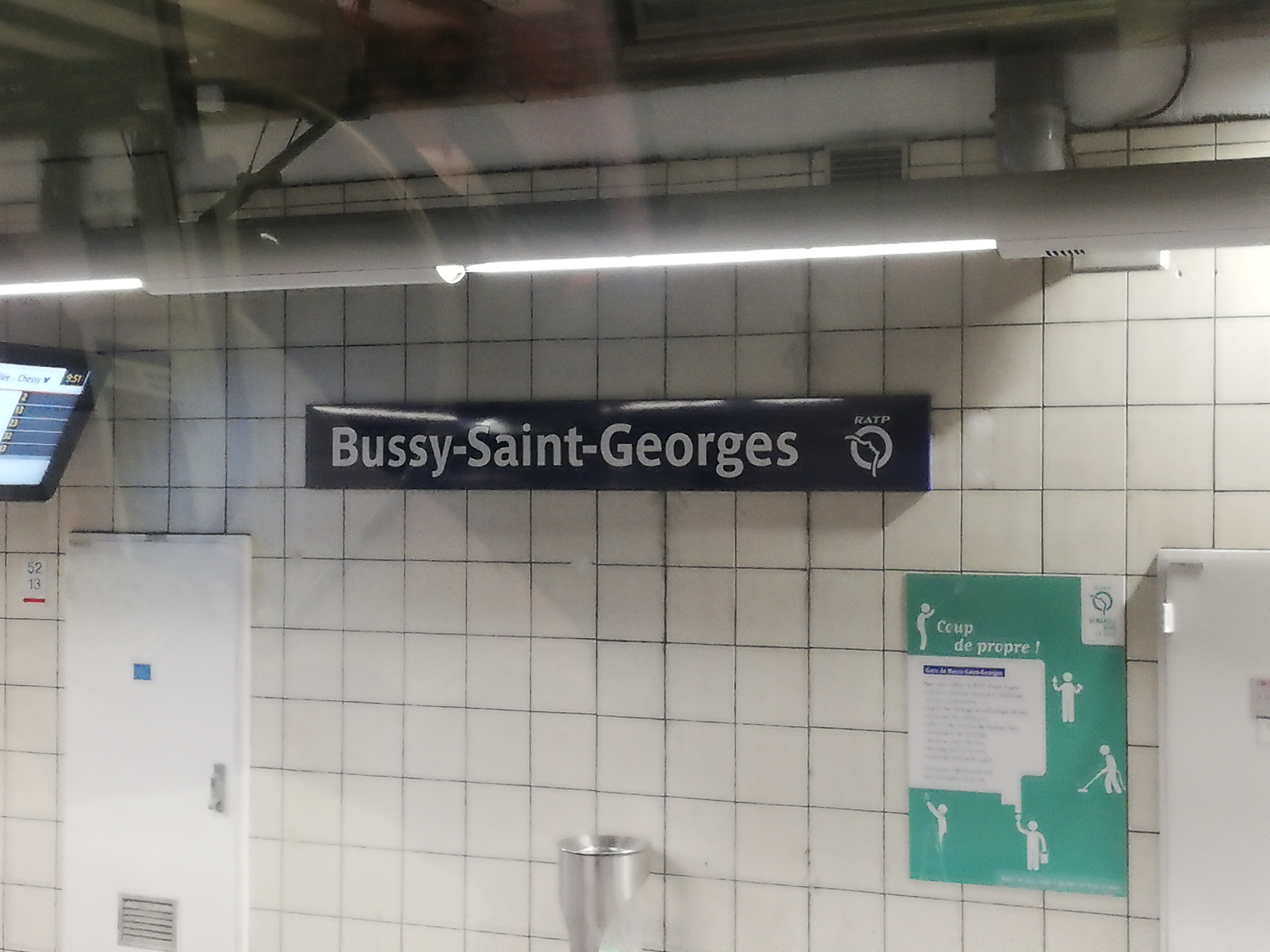
Quai de la gare avec le panneau annonçant l'arrêt « Bussy-Saint-Georges ».